# Dix (Illinois)
Dix – wieś w Stanach Zjednoczonych, w stanie Illinois, w hrabstwie Jefferson.